# Pippo
Pippo (Goofy, in precedenza Dippy Dawg e Dippy the Goof) è un personaggio immaginario dei cartoni animati e dei fumetti della Disney, miglior amico di Topolino.
Ideato nel 1932 da Pinto Colvig e dall'animatore Johnny Cannon come comprimario di Topolino in un cortometraggio,  viene caratterizzato definitivamente dall'animatore Art Babbitt nel 1935 e parallelamente esordisce nei fumetti realizzati da Floyd Gottfredson che definisce ulteriormente il personaggio dandogli spessore come spalla principale di Topolino.
È apparso in centinaia di cartoni animati come protagonista o comprimario e in migliaia di albi a fumetti realizzati in vari paesi del mondo.

## Caratteristiche del personaggio
È un cane antropomorfo, alto e dinoccolato, caratterizzato da un lungo muso da cui spuntano due grossi incisivi quadrati. Ha due orecchie nere, lunghe e mobili a volte con radi peli, e una sorta di bernoccolo sulla sommità del cranio; abitualmente assume una postura molto rilassata, dalle caratteristiche ginocchia vare.
Veste in maniera alquanto trasandata: indossa un maglione a collo alto di colore arancione (rosso nei fumetti) con sopra un gilet nero, pantaloni blu sformati e rattoppati, dal cavallo basso, lunghe e deformi scarpe marroni (nei fumetti gialle) con un foro nella suola e un peculiare cappello verde (blu nei fumetti) che originariamente era un malconcio borsalino, ma è andato via via stilizzandosi assumendo una forma bislacca.
Pippo è un caro amico di Topolino e Paperino. Normalmente è caratterizzato come irrimediabilmente goffo, ingenuo, sbadato e irrazionale (il che lo rappresenta la controparte ideale del razionale ed efficiente Topolino), ma questa interpretazione non è sempre definitiva; occasionalmente, Pippo viene mostrato come intuitivo e intelligente, anche se nel suo modo unico ed eccentrico. Conosciuto per i suoi modi gentili, Pippo è molto premuroso e comprensivo ed è sempre disposto ad aiutare, anche se di solito finisce per fare più danni che aiuti. Solitamente è allegro e spensierato e lo si vede arrabbiato solamente in rare occasioni.
In una storia italiana, Topolino e la controcometa Astritel, si afferma che il compleanno di Pippo è il 29 febbraio. In alcuni cortometraggi ha una moglie (Penny o Mrs. Geef) apparsa sempre con il volto nascosto come ad esempio nei cortometraggi Attenti al raffreddore! (1951), Pippo papà (1951), Pippo casalingo (1953), contribuendo a raffigurarlo come "uomo di casa". Solo successivamente (già in Goof Troop) Pippo appare come vedovo e padre single, impegnato a far crescere il figlio adolescente Max, peraltro comparso come bambino pestifero in alcuni cortometraggi anni cinquanta. La famiglia di Pippo nei fumetti è molto vasta e numerosa, fatta di molteplici cugini e bis-bis (ovvero gli antenati). Questi saranno protagonisti di una saga pubblicata nel 2006 su Topolino chiamata I bis-bis di Pippo.
È molto goloso di cibi piccanti, come si vede nella serie Ecco Pippo! e in molte storie a fumetti.

## Filmografia

### Esordi

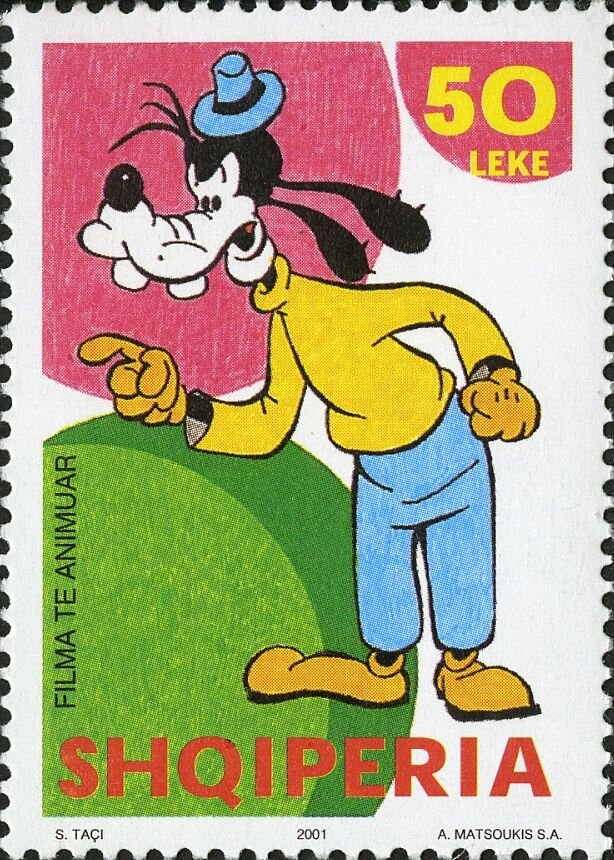
Pippo su un francobollo albanese

Una prima versione del personaggio chiamata Dippy Dawg compare nel corto La rivista di Topolino ("Mickey’s Revue", 25 maggio 1932); è un canide dotato di barbetta e un paio di occhiali a pince-nez e visibilmente più anziano del Pippo moderno, una coda paffuta e senza calzoni. Nel corto, Topolino, Clarabella e Orazio si esibiscono in uno spettacolo musicale e Dippy, in prima linea nel pubblico, disturba il tutto con sguaiate risate. Il personaggio riappare poi in un altro cartone dello stesso anno, Una festa scatenata, nel quale è ringiovanito e promosso al rango di amico di Topolino, mantenendo la sua caratteristica risata. Questa versione torna in altri sei corti animati realizzati fra il 1932 e il 1933 in ruoli comunque secondari, poi, nel corto Una serata di beneficenza (Orphan's Benefit, 1934) viene ribattezzato Goofy e assume un ruolo di mattatore comico, con la sua goffaggine, offuscando per la prima volta gli storici Orazio e Clarabella. A partire dal cortometraggio Pattinaggio del 1935, con il lavoro di Art Babbitt subisce un restyling: viene vestito con maglione e pantaloni e acquisisce l'emblematica flemma che ancora oggi lo contraddistingue.
Alla metà degli anni trenta la Disney iniziò a realizzare una serie di cartoni che vedevano protagonisti Topolino, Paperino e Pippo. In ogni episodio, ai tre veniva assegnato un determinato compito, che ognuno cercava di portare a termine individualmente. La scena si spostava dall'uno all'altro personaggio, fino alla sequenza conclusiva in cui i tre eroi confrontavano i successi (o più probabilmente gli insuccessi) ottenuti. La serie si aprì con Topolino meccanico e fra gli episodi più memorabili si ricordano L'orologio del campanile e Topolino e i fantasmi (in cui i tre formano l'agenzia "Ajax Ghost Exterminators", precorrendo così i celebri Ghostbusters).
Con il proseguire della serie, il ruolo di Topolino divenne sempre minore; Paperino e Pippo (il primo con la sua implacabile sfortuna, il secondo con la sua sbadataggine) risultavano più comici e per questo motivo divennero i preferiti degli sceneggiatori Disney. Caccia al polo (Polar Trappers, 1938) fu il primo cartone animato dedicato esclusivamente a questo duo. Nel 1939 Pippo fu infine protagonista unico del cartone animato Pippo e il grillo pescatore (Goofy and Wilbur), che lo vedeva pescatore in compagnia di Wilbur, sua "cavalletta domestica", e inaugurò la serie cinematografica Goofy.

### Anni quaranta e cinquanta
Negli anni quaranta la serie cinematografica di Pippo mantiene un certo ritmo, pur non raggiungendo i livelli di produzione di quella di Paperino, ma conservando un alto livello qualitativo. Nel 1940, a causa dell'assenza del doppiatore Pinto Colvig si propone una nuova formula di corto basata sull'utilizzo di una voce fuori campo che descrive una disciplina sportiva o professionale con toni di manualistica spicciola, che inaugurerà la fortunata serie degli How to... ("Come si fa a..."), in cui Pippo è l'ingenuo e goffo volontario (solitamente muto) incaricato di dare dimostrazioni pratiche di ciò che viene descritto, con le prevedibili, catastrofiche conseguenze e l'imbarazzo della voce fuori campo chiamata a commentare le sue prodezze. Questa serie ebbe un enorme successo e fu rimontata in una versione per il cinema nel 1972 dal titolo Pippo Olimpionico; la formula venne utilizzata anche in successive produzioni Disney.
Nel corso degli anni '40, di pari passo con i progressi dell'animazione, in seno alla serie Goofy si ebbe l'evoluzione grafica di Pippo, reso sempre più dinamico e sciolto in contrasto con l'originaria caratterizzazione goffa degli anni '30; inoltre il personaggio veniva spesso moltiplicato in tanti "pippidi" che figuravano come pubblico allo stadio o comunque "attori" prestati a interpretare con tono satirico vari tipi di cittadini americani; proprio questa "spersonalizzazione" del protagonista condusse poi alla produzione dei corti degli anni '50, numerosi seppur concentrati in soli tre anni, e accomunati generalmente dal presentare un Pippo definitivamente "imborghesito" e modello di uomo medio americano; questi corti erano diretti da Jack Kinney, e il più famoso "alter-ego pippesco" che vi comparve fu Mr. George Geef, un sempliciotto calato nella vita cittadina con tanto di moglie e figlio esordito nel corto Attenti al raffreddore! del 1951, che si ritrova ad affrontare i problemi dell'uomo moderno e le sue stesse nevrosi. Di questo periodo è interessante ricordare Vietato fumare (1951), un episodio in cui George lotta contro la dipendenza da nicotina o Domani a dieta! (1951), un monito contro la cattiva alimentazione.

### Dagli anni sessanta
Dopo il 1965, in seguito all'apparizione nell'episodio Tiger Trouble della serie Le avventure di caccia del Professor Pico De Paperis e al cortometraggio Goofy's freeway troubles, Pippo scomparve per lungo tempo dagli schermi, riapparendo solo nel cortometraggio del 1983 Canto di Natale di Topolino e in seguito nel cortometraggio animato televisivo del 1987 Pippo e lo sport in Calciomania oltre che in una brevissima apparizione insieme a tante altre star dei cartoni animati, nelle scene finali di Chi ha incastrato Roger Rabbit del 1988.
Tornò in maniera più frequente sulle scene negli anni novanta con il corto Il principe e il povero e nella serie di cartoni animati per la televisione Ecco Pippo (Goof Troop, 1992-93) in cui vengono introdotti suo figlio Max e il suo gatto Cialda (Waffles) vicini di casa della famiglia di Gambadilegno. Pippo e Max sono stati anche protagonisti di lungometraggi come In viaggio con Pippo (A Goofy Movie, 1995) e Estremamente Pippo (An Extremely Goofy Movie, 2000). Lo ritrovaiamo come personaggio secondario in diverse trasmissioni realizzate per Disney Channel come House of Mouse - Il Topoclub (House of Mouse, 2001/02) mentre è protagonista insieme a Topolino e Paperino del film Direct-to-video Topolino, Paperino, Pippo: I tre moschettieri del 2004 (Mickey, Donald, Goofy: The Three Musketeers).

## Storia editoriale

### Stati Uniti d'America
Il personaggio esordì nei fumetti come Dippy Dawg nel 1933 nella tavola domenicale di Topolino dell'8 gennaio disegnata come sempre da Floyd Gottfredson, in cui appare intento a suonare uno scacciapensieri e a tormentare chi incontra con questa sua ultima passione. Dippy era ingenuo e molesto, candido e svitato, e per questo i lettori lo trovavano simpatico; da subito viene in mente agli autori di accoppiarlo a Topolino in una lunga avventura, Topolino poliziotto e Pippo suo aiutante (1933), per "alleggerire" la tensione del thriller con le surreali gag di Dippy, inaugurando una formula tra le più longeve del fumetto Disney in tutto il mondo; Topolino però, pur essendogli già affezionato, si fida chiaramente ancora poco di lui, anche perché circondandosi di amici meno furbi o più superficiali di lui (come lo stesso Orazio) è abituato a cavarsela da solo. Pippo torna a fare da spalla a Topolino in altre avventure successive, mentre nelle storie ambientate a Topolinia fatica ancora a inserirsi nello storico quartetto di amici Topolino-Minni, Orazio-Clarabella, ma già nella breve Topolino sul mongelato (1934) il legame con Mickey inizia a irrobustirsi. Nella storia Topolino e lo struzzo Oscar (1936), il suo nome diventa Goofy e l'aspetto viene modificato così come era avvenuto l'anno precedente nei cortometraggi; il nuovo Pippo, sempre calmo e perennemente immerso nel proprio "mondo dei sogni", diventa ufficialmente la spalla privilegiata di Topolino già chiaramente in Topolino nella casa dei fantasmi, surclassando persino Paperino (che sarà però indirizzato verso una serie tutta sua).
Nel 1938 alla sceneggiatura delle strisce subentra Merrill De Maris, che arricchisce la personalità di Topolino donandogli una più ampia gamma di emozioni, e si concentra molto su Pippo, rendendolo più reattivo e vivace, in linea con l'evoluzione avvenuta nei disegni animati che lo rende protagonista, dall'anno successivo, della propria serie cinematografica; Pippo continua a condurre la propria vita con la sua abituale flemma, ma occasionalmente si concentra e si adopera in ogni modo, e nella maniera più candida e innocente possibile, per raggiungere un obiettivo o sostenere gli amici, anche se pur sempre a modo suo, ovvero seguendo l'inarrivabile logica del proprio brillante "pensiero laterale". Questo è il ritratto più completo di Pippo, quello intramontabile che ancora oggi viene maggiormente riprodotto, e gli permette di assumere un certo protagonismo, con il racconto della sua folle e adorabile quotidianità, fino ad offuscare il "topo", in storie come Topolino e Lea, leonessa buffa (1942). Il passaggio delle sceneggiature a Bill Walsh l'anno seguente relega nuovamente Pippo a ruoli più sporadici, ma le sue comparsate sono frequenti in quanto egli è ormai consacrato come "miglior amico di Topolino"; indimenticabili rimarranno l'epopea del suo successo a Hollywood in Topolino fra le stelle (1951) o la sua trasformazione nel nuovo Einstein americano in Topolino e Pippo cosmico (1955), che chiude la parabola "walshiana" del personaggio con la conferma di una sua segreta e formidabile genialità.
Dopo il periodo delle strisce, negli albi a fumetti gli vengono spesso dedicati dei numeri unici disegnati soprattutto da Bill Wright, Paul Murry, Jack Bradbury e Tony Strobl. Nel 1965 Del Connell e Paul Murry creano un alter ego mascherato del personaggio, Super Goof (Super Pippo) che riscuote successo in tutto il mondo, parodia del supereroe del quale assume le sembianze assumendo speciali noccioline americane (chiamate spagnolette nella versione italiana). Grazie ai poteri conferiti dalle noccioline riesce a volare, e camuffa la propria identità indossando una calzamaglia di flanella rossa con mantello blu annodato intorno al collo. È al corrente del suo segreto solo il nipote Gilberto, il cui personaggio, serio, studioso e intelligentissimo (rappresentato con il "tocco" universitario sulla testa), è agli antipodi rispetto a quello dello zio. Gilberto ha a sua volta acquisito superpoteri ingerendo le noccioline e diventando Super Gilberto, elemento di prestigio del Club dei Supereroi.

### Italia
La prima storia di produzione italiana in cui il personaggio compare è Pippo viaggiatore di commercio (1938), sceneggiata e disegnata da Federico Pedrocchi e pubblicata a puntate su Paperino e altre avventure. Tra il 1939 e il 1940 Pippo comparve come spalla in altre tre storie di produzione italiana sceneggiate sempre da Pedrocchi, in due delle quali agisce in coppia con il protagonista Paperino, mentre nell'altra i protagonisti sono Orazio e Clarabella.
A seguito del divieto di pubblicazione delle storie della Disney durante la fase finale del regime fascista, venne inventata nel 1942-1943 una versione umanizzata del personaggio con lo stesso nome che compare nelle storie di Tuffolino pubblicate sulla testata Topolino.
Sul Topolino del dopoguerra Pippo cominciò a essere usato da subito dagli autori italiani. Lo sceneggiatore Guido Martina si divertiva ad accentuare la distanza tra lui e il razionale Topolino, descrivendone un rapporto di amicizia quasi viscerale (in Topolino e il doppio segreto di Macchia Nera del 1955 Pippo si dice pronto a seguirlo anche se Topolino è sospettato essere un assassino) ma condito da una leggera supponenza da parte di Topolino e dal pensiero laterale di Pippo. In molte storie di Martina Pippo assume di volta in volta, in maniera misteriosa, facoltà fisiche o medianiche eccezionali che aiutano lui e Topolino nel combattere gli antagonisti, oppure coinvolge l'amico in viaggi verso altri mondi o coordinate spazio-temporali a causa di oggetti magici appartenuti ai suoi bis-bis e conservati da anni nel suo solaio. Negli anni sessanta Pippo acquisisce più spesso ruoli da protagonista: a partire dalla storia Pippo e la fattucchiera (disegnata da Luciano Bottaro e pubblicata per la prima volta su Topolino n. 236 nel 1960) interagisce comicamente con la strega Nocciola, delle cui doti magiche dubita con disarmante cocciutaggine. Intanto nelle strisce autoconclusive, Gottfredson gli affianca per la prima volta una fidanzata, di nome Gloria, dal 1969 in poi. In Italia il personaggio non verrà conosciuto, e in diverse storie realizzate da Romano Scarpa negli anni ottanta e novanta Pippo ha invece un flirt con Zenobia, regina africana.
Fra gli autori italiani che maggiormente hanno saputo sfruttare le peculiari doti del personaggio si devono citare Giovan Battista Carpi, Romano Scarpa (sua la celebre avventura Pippo e i parastinchi di Olympia del 1972), Massimo De Vita, Sergio Asteriti e Luciano Bottaro. De Vita "modernizza" Pippo, rendendolo più intraprendente e coraggioso per usarlo da protagonista, e difatti lo si vedrà quasi oscurare Topolino nel ruolo dell'eroe nella famosa Saga della spada di ghiaccio (1982-84). Lo sceneggiatore Bruno Sarda crea nel 1988 Indiana Pipps, cugino avventuroso di Pippo.
Nel 1993 gli è stata dedicata una serie di storie tutta sua, I mercoledì di Pippo (scritta e ideata da Lino Gorlero e Rudy Salvagnini), che lo vedeva, in ogni episodio, intento a leggere a Topolino il suo ultimo racconto basato sempre su fatti privi di spiegazione logica (infatti si chiama "Ai confini dell'irrealtà" la serie di romanzi di fantascienza che vorrebbe inaugurare) che destano il disappunto del razionalissimo Topolino, che lo corregge di continuo. Nei suoi racconti i personaggi "interpretati" da Topolino e Pippo hanno i ruoli invertiti rispetto al solito: Topolino è la spalla imbranata mentre Pippo è l'eroe. L'episodio "zero" di questa serie venne pubblicato su Topolino n. 1947 col titolo Pippo e il giallo a premi. Nel 2009 Teresa Radice e Stefano Turconi hanno inaugurato la fortunata serie di Pippo reporter che lo vede intraprendente cronista nella New York anni '30.

### Francia
In Francia gli sceneggiatori Gasc, Clément e Lelièvre iniziano nel 1987 la serie parodistica "James Ding Triple Zéro" con un Pippo nelle vesti di agente segreto e disegnata da Miquel Pujol.

## Doppiatori

### Originali
Pinto Colvig ha doppiato Pippo per la maggior parte delle sue apparizioni classiche dal 1932 (La rivista di Topolino) al 1938 (Topolino, Pippo e Paperino cacciatori di balene) quando ebbe delle ripercussioni con la Disney e lasciò la compagnia per lavorare ad altri progetti. Fu successivamente sostituito da Danny Webb dal 1939 al 1941. Tuttavia, Colvig tornò alla Disney e riprese il ruolo nel 1944 (Pippo marinaio) fino a poco prima della sua morte nel 1967. Una delle sue ultime interpretazioni conosciute nel ruolo di Pippo fu per il Telephone Pavilion all'Expo 1967. Molti cartoni animati mostravano Pippo muto, con dialoghi riciclati da cortometraggi precedenti o mostravano vari Pippo dalla voce diversa invece dell'originale. Colvig diede a Pippo anche una voce normale per quattro cortometraggi di George Geef.
Stuart Buchanan diede voce a Pippo nella serie radiofonica del 1938 The Mickey Mouse Theater of the Air. Bob Jackman ha preso il posto di Colvig quando egli lasciò i Disney Studios per ragioni sconosciute e doppiò Pippo nel 1951 per un breve periodo. James MacDonald, la voce di Topolino, interpretò Pippo nell'album Disney degli anni '60 Donald Duck and his Friends. Anche Jack Bailey doppiò Pippo in diversi cartoni animati di Paperino. Bill Lee fornì la voce cantata per Pippo nel disco del 1964 Children's Riddles and Game Songs. Hal Smith iniziò a doppiare Pippo nel 1967 dopo la morte di Pinto Colvig e continuò fino al Canto di Natale di Topolino nel 1983. Will Ryan doppiò il personaggio negli speciali DTV Valentine (1986) e Le disavventure di Paperino (1987). Tony Pope diede voce a Pippo nell'album Disney del 1979 Mickey Mouse Disco per la canzone "Watch Out for Goofy!", tornando poi a doppiare il personaggio in Pippo e lo sport in Calciomania (1987) e Chi ha incastrato Roger Rabbit (1988).
Al di là di tali occasioni, Bill Farmer doppia Pippo dal 1987. Mentre Pope fu l'unico accreditato su Pippo in Chi ha incastrato Roger Rabbit, anche Farmer fornì alcune delle battute di Pippo nel film. Tuttavia, nel 2001, Jason Marsden (doppiatore del figlio di Pippo Max Goof) fornì la voce di Pippo nell'adattamento del libro per bambini del 1994 Me and My Dad incluso come extra nell'edizione DVD di Estremamente Pippo.

### Italiani
Il primo doppiatore italiano conosciuto di Pippo è Riccardo Billi, che nel 1952 cantò il brano "Eat Until I Die" in Bongo e i tre avventurieri (il doppiatore dei dialoghi è invece ad oggi ignoto). In seguito, fino al 1970, il personaggio fu doppiato da Lauro Gazzolo, mentre nel decennio successivo Pippo non ebbe una voce fissa: fu doppiato, tra gli altri, da Ferruccio Amendola nel film di montaggio Pippo olimpionico (1972), da Renato Cortesi nel programma cinematografico Pippo, Pluto, Paperino Supershow (1973) e da Giuliano Persico nel film di montaggio Buon compleanno, Topolino! (1978). All'inizio degli anni ottanta il personaggio fu doppiato da Antonello Governale e Adolfo Lastretti (rispettivamente nel primo doppiaggio dei corti Giorno di trasloco e Canto di Natale di Topolino), mentre nel resto del decennio si alternarono Franco Latini e Renato Cortesi. Dall'autunno del 1989 al 2000 il personaggio fu doppiato quasi esclusivamente da Vittorio Amandola, alternandosi negli ultimi due anni con Roberto Pedicini che lo sostituirà definitivamente dal 2001.

## IlGoofy Holler
(Goofy Holler)
Il Goofy Holler (traducibile come L'urlo di Pippo) è un verso del personaggio che viene usato frequentemente nei fumetti e nei film Disney. È tipico sentirlo quando il goffo Pippo viene fatto cadere o viene lanciato in aria a grande distanza. L'urlo è stato originalmente registrato da Hannès Schrolle e poi da George Johnson.
Nell'episodio Come diventare una stella del rock Pippo viene assunto dalla "Ajax Records" grazie al suo "Yaaah-hoo-hoo-hoo-hooey!".

## Nelle altre lingue
- Arabo: بندق
- Bosniaco: Šiljo
- Bulgaro: Гуфи
- Cinese: 高飛/高飞, pinyin: Gāofēi
- Coreano: 구피 Gupi
- Croato: Šiljo
- Danese: Fedtmule
- Ebraico: גופי
- Estone: Kupi
- Finlandese: Hessu Hopo
- Francese: Dingo
- Greco: Γκούφυ Goufi
- Islandese: Guffi
- Indonesiano: Gufi
- Inglese: Goofy
- Italiano: Pippo
- Giapponese: グーフィー Gūfī
- Lettone: Spruksts
- Lituano: Kliunkis
- Norvegese: Langbein
- Persiano: گوفی
- Polacco: Goofy
- Portoghese: Pateta
- Russo: Гуфи
- Serbo: Шиља Šiljа
- Sloveno: Pepe
- Spagnolo: Goofy (conosciuto in precedenza come Tribilín)
- Svedese: Jan "Janne" Långben
- Tedesco: Goofy
- Thai: กู๊ฟฟี่
- Turco: Dingo